# صبي

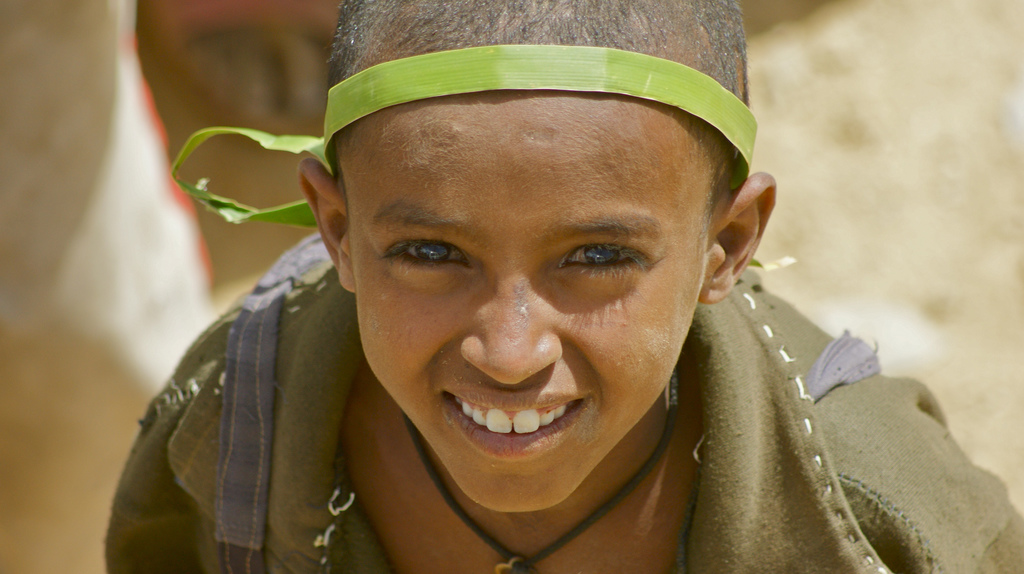
صبي من شعب التغراي في إثيوبيا

الصبي (بالإنجليزية: Boy) هو ولد ذكر، يُعَرف به الطفل أو المراهق. عندما يصبح بالغاً، ويوصف عال أنه رجل.

## التعريف، أصل الكلمة، والاستخدام
وفقًا لقاموس ميريام وبستر، فإن الصبي هو "الطفل الذكر منذ الولادة وحتى البلوغ".
تأتي كلمة "boy" من اللغة الإنجليزية الوسطى boi, boye ("boy,خادم")، المرتبطة بالكلمات الجرمانية الأخرى للصبي، وهي الفريزية الشرقية boi ("صبي، شاب") وboai الفريزية الغربية ("صبي"). على الرغم من أن أصل الكلمة الدقيق غامض، إلا أن الأشكال الإنجليزية والفريزية ربما تكون مستمدة من كلمة أنجلو-فريزية سابقة *bō-ja ("الأخ الأصغر")، وهو تصغير للجذر الجرماني *bō- ("أخ، قريب ذكر")، من البدائية الهندية الأوروبية *bhā-، *bhāt- ("الأب، الأخ"). تم العثور على الجذر أيضًا في اللهجة النرويجية بوا ("الأخ")، ومن خلال البديل المكرر *bō-bō-، في الإسكندنافية القديمة bófi، الهولندية boef "(مجرم) knave، rogue"، الألمانية Bube ("knave، rogue" ، ولد"). علاوة على ذلك، قد تكون الكلمة مرتبطة بـ Bōia، وهو اسم شخصي أنجلوسكسوني.